# 納撒尼爾·帕克·威利斯

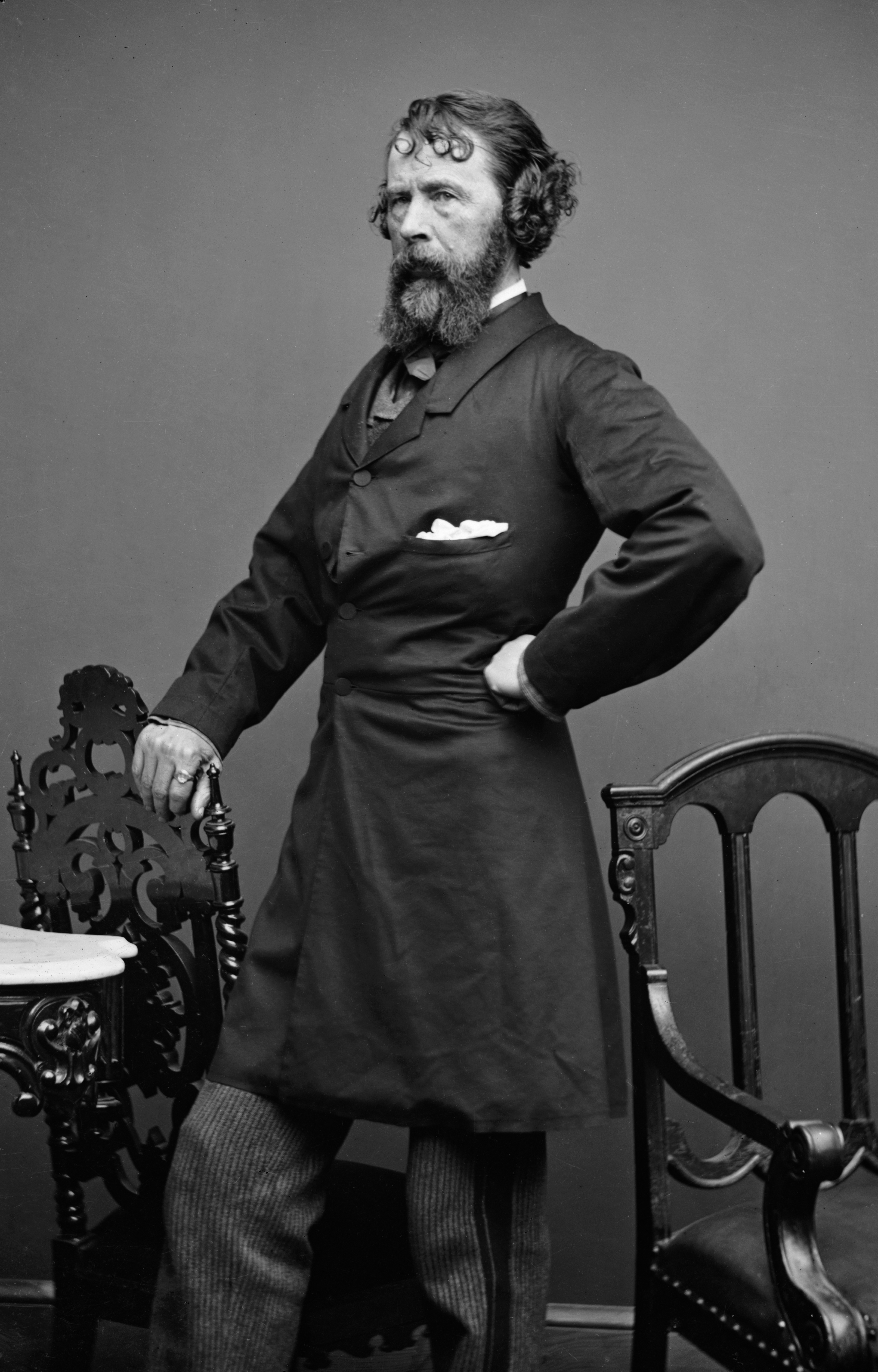
納撒尼爾·帕克·威利斯

纳撒尼尔·帕克·威利斯（Nathaniel Parker Willis ，1806年1月20日 - 1867年1月20日）是一位美国作家、诗人和编辑，曾与爱伦·坡和亨利·華茲華斯·朗費羅等多位美国作家合作。哈丽特·雅各布斯曾是他孩子的保姆。
威利斯在耶鲁学院就读期间对文学产生了兴趣，并开始发表诗歌。毕业后，他曾担任紐約鏡報驻外记者。